# Stazione di Piano
La stazione di Piano era una fermata posta lungo la Menaggio-Porlezza, attiva fra il 1884 e il 1939, a servizio della località di Piano Porlezza, frazione del comune di Carlazzo.

## Storia
La fermata, aperta nel 1884 insieme alla linea, vide il servizio ferroviario definitivamente sospeso il 31 ottobre 1939. Il decreto di soppressione definitiva fu emanato solo il 29 novembre 1966.
Il fabbricato viaggiatori venne in seguito adibito ad abitazione privata.